# Башкатовский сельсовет
Башкатовский сельсовет — сельское поселение в Обоянском районе Курской области Российской Федерации.
Административный центр — село Башкатово.

## История
Статус и границы сельского поселения установлены Законом Курской области от 21 октября 2004 года № 48-ЗКО «О муниципальных образованиях Курской области»

## Население
| 2002 | 2012 | 2013 | 2014 | 2015 | 2016 | 2017 |
| ---- | ---- | ---- | ---- | ---- | ---- | ---- |
| 799  | ↘601 | ↘573 | ↘566 | ↘545 | ↘544 | ↘518 |
| 2018 | 2019 | 2020 | 2021 |      |      |      |
| ↘509 | ↘493 | ↘470 | ↗561 |      |      |      |

## Состав сельского поселения
| № | Населённый пункт | Тип населённого пункта       | Население |
| - | ---------------- | ---------------------------- | --------- |
| 1 | Башкатово        | село, административный центр | ↘275      |
| 2 | Косинов          | хутор                        | ↘1        |
| 3 | Косиново         | село                         | ↘349      |
| 4 | Красная Поляна   | хутор                        | ↘23       |
| 5 | Пролетарский     | хутор                        | →6        |
| 6 | Чермошное        | хутор                        | ↘2        |